# Падуспаниды

Северный Иран к 1425 году.

Падуспаниды — династия персидского происхождения, потомки Дабуидов, которые после разрушения империи Сасанидов арабами сохранили свою независимость.

## Происхождение
Падуспаниды происходят от Падуспана (Pādūspān), сына Гила Гавбары, который, согласно традиции, правил , когда его брат Дабуя становится преемником их отца на троне Гиляна. Таким образом, подобно Дабуидам и Бавандидам, они заявляли о своем сасанидском происхождении. Династия, основанная в 660 году, быстро стала вассалом Алидов. Позже его князья были последовательно вассалами Буидов, а затем и Бавандидов, которые даже свергнули их в 1190 году. Восстановленная в 1209 году династия продолжалась до времен Тамерлана. Во второй половине шестнадцатого века два небольших княжества были вассализированы, а затем окончательно интегрированы в свою империю Сефевидами.

## Правители
Первым историческим князем этой династии был Насер-ад-Даула Шараф-ад-Дин Наср б. Шахриваш, чьи монеты были выпущены для Руяна и Каджу в 1108-09 и 1110-11 годах, показывает, что он был вассалом сельджукского султана Мухаммеда I.
Существует список Падуспанидских князей, носящих титул «остандар» и иранских имен, начиная с одноимённого Падуспана и заканчивающийся неким Шахрияром III (925-936), чей преемник носит арабо-мусульманское имя Шамс- ал-Мулук Мохаммад I (936-948). Похоже, это поздняя реконструкция, имеющая небольшую историческую ценность. Действительно, это заявление династий Руйана о происхождении от Падуспана содержится в Тарид-эруян Авлиа-Аллаха Амоли (составленном около 1359 г.), в котором дается генеалогия современного принца Джалала-ад-Давлы Эскандара из Бадуспана.